# Oberbank
De Oberbank AG is een regionale bank uit Oostenrijk die haar hoofdkantoor in Linz heeft. De Oberbank maakt deel uit van de samenwerkingsgroep 3-Banken-Gruppe samen met de BTV (Bank für Tirol und Vorarlberg) en de BKS Bank.

## Geschiedenis
De bank is in de 17de eeuw ontstaan vanuit een handelsmaatschappij van de familie Scheibenpogen uit Linz. In de 19de eeuw ging het bezit over aan Eidam (een schoonzoon) en kreeg de bank de naam J. M. Scheibenpogens Eidam. Planck von Planckburg heeft in 1869 de familiebank omgezet in een beursgenoteerde bank. Het kreeg de naam „Bank für Oberösterreich und Salzburg“. Deze bank vormt samen met nog twee andere banken de Oberbank. De Creditanstalt-Bankverein (CA) uit Wenen kocht in 1929 een aandelenpakket van de bank. Door aandelenuitgifte in 1933 kreeg deze bank een meerderheidsaandeel in de Oberbank.
In 1952 werden aandelen van de CA voor elk een derde overgedragen aan de Oberbank, BKS Bank en de BTV. In de jaren erna werd het filiaalnetwerk uitgebouwd. In Juli 1986 ging de Oberbank naar de beurs. Sinds 1997 gebruikt men het lidmaatschap van de 3-Banken-Gruppe voor het imago van de bank.
In de afgelopen jaren heeft de Oberbank nieuwe filialen opgericht in Duitsland (Beieren), Tsjechië en Hongarije. In Oostenrijk zelf was het oorspronkelijke gebied alleen Opper-Oostenrijk en Salzburg, maar tegenwoordig zijn er ook filialen in Neder-Oostenrijk, Wenen, Burgenland en één filiaal in Stiermarken (Bad Aussee).